# Fantastic'Arts 2006
La treizième édition du festival Fantastic'Arts s'est déroulé du 25 au 29 janvier 2006. Pour cette édition, la thématique a été celle du chiffre 13. Le film d'ouverture fut Underworld 2 : Évolution de Len Wiseman. La nuit du samedi soir fut une nuit spéciale Vendredi 13. La nuit du vendredi soir fut consacrée à Les Maîtres de l'horreur.

## Palmarès
| Prix                                                   | Attribué à                                            | Pays                |
| ------------------------------------------------------ | ----------------------------------------------------- | ------------------- |
| Grand prix du festival                                 | Isolation de Billy O'Brien                            | Irlande Royaume-Uni |
| Prix du jury                                           | Fragile de Jaume Balagueró                            | Espagne             |
| Prix de la critique internationale                     | Isolation de Billy O'Brien                            | Irlande Royaume-Uni |
| Prix du jury jeunes                                    | Fragile de Jaume Balagueró                            | Espagne             |
| Prix du public L'Est Républicain - La Liberté de l'Est | Fragile de Jaume Balagueró                            | Espagne             |
| Prix 13e Rue                                           | Fragile de Jaume Balagueró                            | Espagne             |
| Prix du public Mad Movies - inédits vidéo              | Shutter de Parkpoom Wongpoom et Banjong Pisanthanakun | Thaïlande           |
| Grand prix du court métrage fantastique                | Le Baiser de Stéfan le Lay                            | France              |

## Jury

### Longs métrages
- Président du jury : Hideo Nakata
- Maxime Chattam
- Lou Doillon
- Antoine Duléry
- Claire Keim
- Gabrielle Lazure
- Tom Novembre
- Natacha Régnier
- Jean-Paul Salomé
- Stuart Samuels
- Zinedine Soualem
- Éric Valette
- Bernard Werber.

### Courts métrages
- Président du jury : Sam Karmann
- Arié Elmaleh
- Chloé Lambert
- Vincent Martinez
- Clémence Poésy
- Florence Thomassin

### Auteurs du Salon du Grimoire
- Auteurs présents : Henri Loevenbruck, Jay Elis, Renaud Benoist

## Films en compétition
- Allegro de Christoffer Boe ( Danemark)
- Fragile (Frágiles) de Jaume Balagueró ( Espagne)
- The Heirloom (宅變, Zhai bian) de Leste Chen ( Taïwan)
- Hostel de Eli Roth ( États-Unis)
- Isolation de Billy O'Brien ( Irlande,  Royaume-Uni)
- Nouvelle Cuisine (餃子, Jiao zi) de Fruit Chan ( Chine)
- Reeker de Dave Payne ( États-Unis)
- The Red Shoes (en) (분홍신, Bunhongsin) de Kim Yong-gyun ( Corée du Sud)
- Wolf Creek de Greg McLean ( Australie)

## Courts métrages en compétition
- Angel dust de Guillaume Foresti ( France)
- Bottom de Giovanni Sportiello ( France)
- L’innocence de Arnaud Gautier ( France)
- Le baiser de Stéfan Le Lay ( France)
- Protocole 33 de Benoît Lestang (en) ( France)
- Somewhere de Emmanuel Murat ( France)
- Yse de Lionel Jadot ( Belgique)

## Films hors compétition
- Underworld 2 : Évolution (Underworld : Evolution) de Len Wiseman ( États-Unis)
- Boogeyman - La porte des Cauchemars (Boogeyman) de Stephen T. Kay ( États-Unis /  Nouvelle-Zélande /  Allemagne)
- Final Fantasy VII: Advent Children (ファイナルファンタジーVII アドベントチルドレン, Fainaru Fantajī Sebun Adobento Chirudoren?) de Tetsuya Nomura et Takeshi Nozue ( Japon)
- Fog (The Fog) de Rupert Wainwright ( États-Unis)
- Midnight Movies (Midnight Movies : From The Margin To The Mainstream) de Stuart Samuels ( Canada /  États-Unis)
- Nanny McPhee de Kirk Jones ( États-Unis /  Royaume-Uni /  France)
- Sheitan de Kim Chapiron ( France)
- The Saddest Music in the World de Guy Maddin ( Canada)
- Happy Tree Friends de Kenn Navarro et Rhode Montijo ( États-Unis)
- Schizophrenia (Angst) de Gerald Kargl ( Autriche)

### Nuit «Masters of Horror»
- La Fin absolue du monde (Cigarette Burns) de John Carpenter ( États-Unis /  Canada)
- Vote ou crève (Homecoming) de Joe Dante ( États-Unis /  Canada)
- La Danse des morts (Dance of the Dead) de Tobe Hooper ( États-Unis /  Canada)

### Nuit Vendredi 13
- Vendredi 13 (Friday the 13th) de Sean S. Cunningham
- Le Tueur du vendredi (Friday the 13th part 2) de Steve Miner
- Jason X de James Isaac

### Rétrospective «Superstition»
- Le Chat noir (The Black Cat) de Edgar G. Ulmer
- Vaudou (I Walked with a Zombie) de Jacques Tourneur
- Rendez-vous avec la peur (Night of the Demon) de Jacques Tourneur
- Simetierre (Pet Sematary) de Mary Lambert
- La Momie (The Mummy) de Stephen Sommers
- Belphégor, le fantôme du Louvre de Jean-Paul Salomé

### Hommage à Hideo Nakata
- Ring (リング, Ringu?)  de Hideo Nakata
- Ring 2 (リング2, Ringu 2?) de Hideo Nakata
- Dark Water (仄暗い水の底から, Honogurai mizu no soko kara?)  de Hideo Nakata
- Le Cercle 2 (The Ring Two) de Hideo Nakata

## Inédits vidéo
- Au service de Satan (Satan's Little Helper) de Jeff Lieberman ( États-Unis)
- Dead and Breakfast de Matthew Leutwyler ( États-Unis)
- Dracula 3 : L'héritage (Dracula III : Legacy) de Patrick Lussier ( États-Unis /  Roumanie)
- Mosquitoman (Mansquito) de Tibor Takács ( États-Unis)
- Shutter de Parkpoom Wongpoom et Banjong Pisanthanakun ( Thaïlande)
- Aimez-vous Hitchcock ? (Ti Piace Hitchcock ?) de Dario Argento ( Italie /  Espagne)